# Prokariotska fosfolipaza A2
Prokariotska fosfolipaza A2 je proteinski domen prisutan kod bakterijskih i fungalnih fosfolipaza. On omogućava oslobađanje masnih kiselina i lizofosfolipida putem hidrolize 2-estarske veze 1,2-diacil-3-sn-fosfoglicerida. Ovaj domena poprima alfa-heliksnu sekundarnu strukturu, koja se sastoi od pet alfa heliksa grupisana u dva heliksna segmenta.